# Robert R. Blake
Robert R. Blake (21. ledna 1918 Brookline, Massachusetts, USA – 20. června 2004 Austin, USA) byl americký vědec, který stál u zrodu oboru Rozvoj organizací (Organisation development) a je spoluzakladatel uznávané teorie manažerské mřížky Grid.

## Manažerská mřížka GRID
Byl vědcem, který mezi prvními rozpoznal „lidskou stránku“ vůdcovství v podnikatelském prostředí. Zaměřil se na toto téma již na počátku padesátých let 20. století, kdy byl rozvoj oblasti lidských zdrojů ještě v počátcích. Roku 1961 založil společně s Dr. Jane S. Mouton v texaském Austinu společnost Scientific Methods, Inc. Společně napsali knihu o teorii vedení The Managerial Grid (Manažerská mřížka), kterou Harvard Business School dodnes vydává v řadě Business Classics: 15 Key Concepts for Managerial Success (Základy podnikání: 15 klíčových konceptů manažerského úspěchu).

## Synergogika
Kromě velmi dobře známé manažerské mřížky vytvořili s Dr. Jane Mouton synergogiku – metodu rozvoje dospělých lidí. Metoda byla reakcí na omezené možnosti klasického vzdělávání, které nerespektovalo přirozené tendence k chování u účastníků.

## Pokračovatelé
Dílo Roberta R. Blakea neupadlo v zapomnění. Zatímco zastoupení mezinárodní sítě Grid International v řadě zemí skončilo, objevila se řada lidí, kteří v dílech prof. Blakea vidí potenciál a dále jeho odkaz rozvíjejí: 
- v ČR působí vývojové centrum Vektoring s.r.o., které trénuje další konzultanty a dodává jim moderní programy stojící na Blakeově metodě Synergogy
- v Německu působí konzultantská společnost Synercube GmbH, která rozšířila Grid o třetí dimenzi symbolizující firemní kulturu.

Dále lze najít i řadu jiných aplikací, které se k následovnictví nepřiznávají a naopak se je snaží zamaskovat například otočením schématu Grid o 90 stupňů nebo záměnou vertikální a horizontální osy apod. I ty ale vděčí za svou existenci prof. Blakeovi.